# Hudson Island (Nunavut)
Hudson Island – niezamieszkana wyspa w Morzu Labradorskim, w Archipelagu Arktycznym, w regionie Qikiqtaaluk, na terytorium Nunavut, w Kanadzie. W pobliżu Hudson Island położone są wyspy: Hall Island (5,4 km), Little Hall Island (8,4 km), Bear Island (9,8 km), Morris Island (9,9 km), Loks Land (21,6 km), Pseudo Bear Island (22,3 km), Sylvia Island (24,7 km) i Kittridge Island (26,3 km).